# Secnidazol
El secnidazol es un antibacterial antiamebiano, antigiardiasico y tricomonicida las enfermedades oportunistas que derivan de ella en las formas quísticas y trofozoiticas de la ameba. El secnidazol es un derivado sintético de los 5-nitroimidazoles de vida media larga (mayor de 24 horas), por lo cual una sola dosis es suficiente para el tratamiento de las parasitosis por protozoarios como Entamoeba histolytica, Giardia lamblia, Trichomonas vaginalis y Gardnerella vaginalis. También es útil en infecciones por bacterias anaerobias sensibles al secnidazol.
Se comercializa tanto en comprimidos como en suspensión.

## Presentación
Una caja con 2 comprimidos  recubiertos de 1 gramo o 4 comprimidos recubiertos de 500 mg.

## Dosificación
Adultos: Amebiasis Intestinal: 2 g en una sola dosis (se recomienda tomar 2 comprimidos en un tiempo de comida y los otros 2 en otro tiempo si son 4), todo en un solo día.
Niños: 30 mg/kg de peso en una sola dosis.
Tricomoniasis vaginal: 2 g en dos dosis si no hay parásitos oportunistas. Antes o después de comer 